# Centrophorus westraliensis
Centrophorus westraliensis es una especie de elasmobranquio escualiforme de la familia Centrophoridae.